# Retroplumidae
Super-famille
Famille
Synonymes
- Ptenoplacidae Alcock, 1899

Les Retroplumidae sont une famille de crabes, la seule de la super-famille des Retroplumoidea. Elle comprend dix espèces actuelles et 27 fossiles dans huit genres dont six fossiles.

## Liste des genres
Selon World Register of Marine Species (4 juillet 2016) et BioLib (4 juillet 2016) (pour les taxons fossiles) :
- genre Bathypluma Saint Laurent, 1989
- genre Retropluma Gill, 1894
- genre fossile † Archaeopus Rathbun, 1908
- genre fossile † Costacopluma Collins & Morris, 1975
- genre fossile † Cristipluma Bishop, 1983
- genre fossile † Loerentheya Lőrenthey, in Lőrenthey & Beurlen, 1929
- genre fossile † Loerenthopluma Beschin, Busulini, De Angeli & Tessier, 1996
- genre fossile † Retrocypoda Vía, 1959

## Référence
- Gill, 1894 : A new bassalian type of crabs. American Naturalist, vol. 28, p. 1043–1045.

## Sources
- Ng, Guinot & Davie, 2008 : Systema Brachyurorum: Part I. An annotated checklist of extant brachyuran crabs of the world. Raffles Bulletin of Zoology Supplement, n. 17 p. 1–286.